# Paracassidina pectinata
Paracassidina pectinata is een pissebed uit de familie Sphaeromatidae. De wetenschappelijke naam van de soort is voor het eerst geldig gepubliceerd in 1911 door Baker.